# Asioryctes
Asioryctes es un género extinto de mamífero del orden Asioryctitheria que vivió durante el período Cretácico superior (Campaniense) en lo que ahora es Mongolia. Sus restos fósiles se han encontrado en la formación Djadokhta.
Se han hallado una decena de cráneos con mandíbula y algunos restos postcraneales. Su fórmula dental es (5,1,4,3) en el maxilar superior y (4,1,4,3) en el inferior.